# Холандија (историјска област)
Холандија (хол. Holland) је област у западном дијелу Низоземске. Име ове области се често користи као синоним како за Краљевину Низоземску, тако и за конститутивну државу Низоземску. Ипак, тај назив може довести до негодовања, посебно од стране становништва које се налази изван ове области.
Од 10. до 16. вијека, Холандија је представљала политичку цјелину, односно грофовију, коју су владали грофови Холандије. Од 17. вијека Холандија је постала поморска и економска сила, односно стекла је хегемонију над осталим покрајинама Низоземске републике.
Данас је подручје некадашње Грофовије Холандије подијељено на двије покрајине: Јужна Холандија и Сјеверна Холандија. У њима се налазе три највећа града Низоземске: Амстердам, главни град Краљевина Холандије; Хаг, административни центар конститутивне државе Холандије и Ротердам, највећа лука Низоземске.